# 2014 FIFAワールドカップ

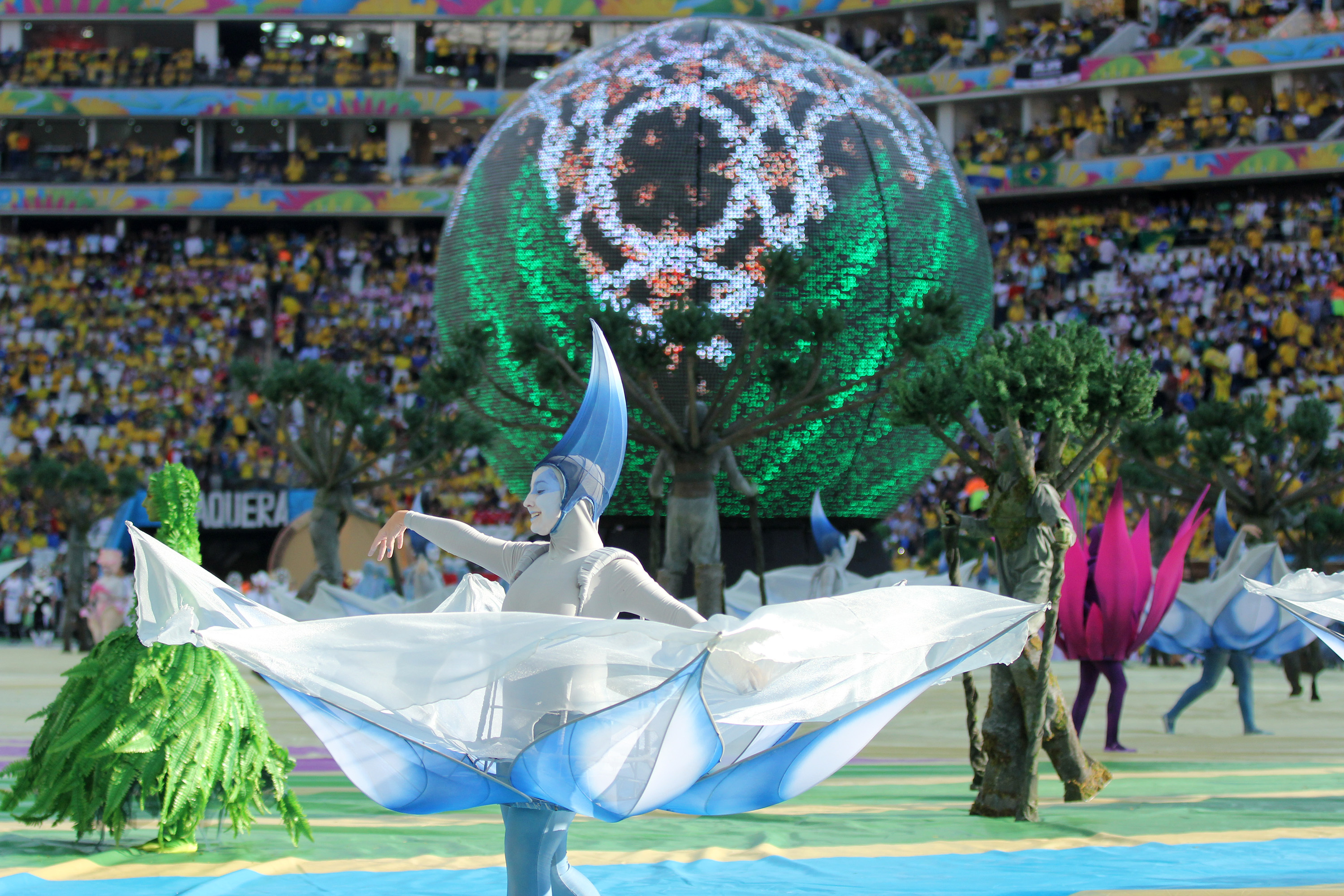
開会式。

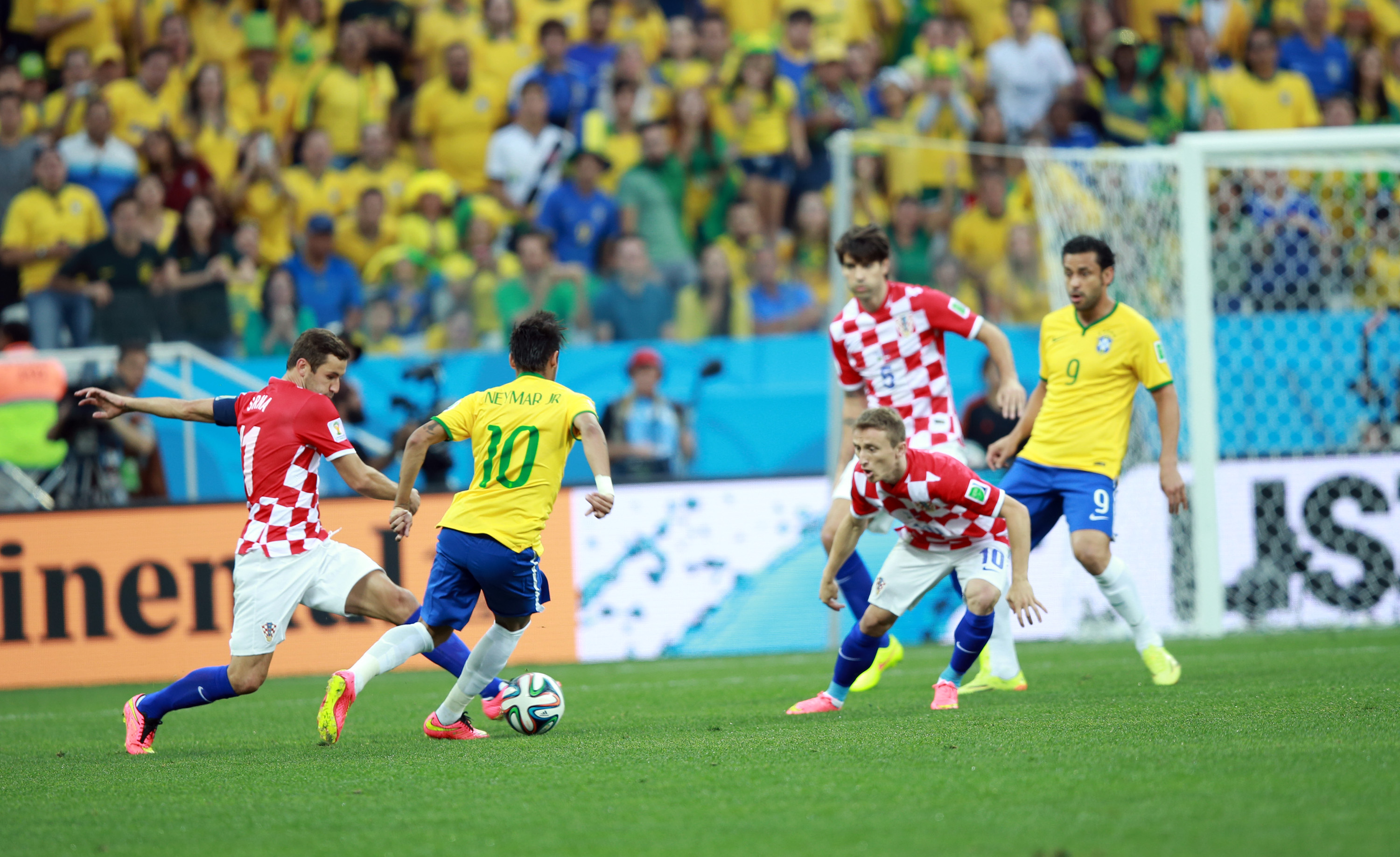
2014 FIFAワールドカップ開幕戦、ブラジル対クロアチア戦。

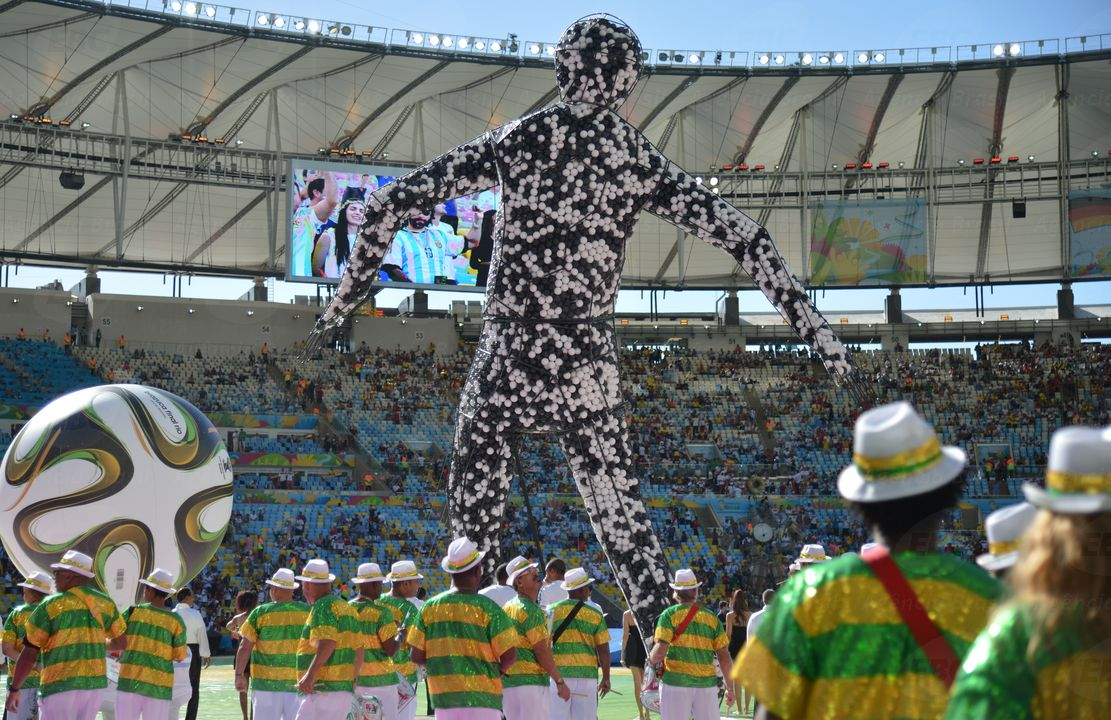
閉会式。

2014 FIFAワールドカップ（英: 2014 FIFA World Cup）は、2014年6月12日から7月13日にかけて、ブラジルで開催された第20回目のFIFAワールドカップ。同国での開催は、1950年大会以来64年ぶり。大会スローガンは、"All in one rhythm"（すべてをひとつのリズムに）。

## 経緯と大会前

### 開催国選定の経緯
2006年5月20日に行われた記者会見で、ゼップ・ブラッター国際サッカー連盟会長は、「"2010年以降のワールドカップ（以下 W杯）では各大陸連盟での持ち回りで開催する" と定めた原則に基づき、南米での開催を前提としている」という主旨の発言をした。開催国については2007年10月30日にスイス・チューリッヒで開かれた理事会で決定された。

### 南米での開催国競争の過程
当初から南米サッカー連盟が加盟各国の総意としてブラジルでの開催を希望しており、ブラジルも正式に立候補を発表していた。2006年12月18日に立候補国の応募が締め切られ、ブラジルのほか、1986年W杯の開催国に決まりながら財政上の問題で開催できなかったコロンビアも正式に立候補。両国による一騎討ちとなった。
これ以前、アルゼンチンとチリが両国の共催を前提に立候補した事例があった。この件についてはFIFAとして2か国共催の意思はなく、開催条件に適う質のスタジアムがある国での単独開催が前提と発言。両国は早々に開催国競争から撤退した。

### ブラジル開催決定
2007年4月11日、コロンビアサッカー協会はFIFAワールドカップの招致を断念したと発表。これにより、ブラジルが南米からの唯一の立候補国となり、同年10月30日、1950年大会以来64年ぶりとなるブラジルでの開催が正式に決定した。
なお、ワールドカップ持ち回りシステムは2007年10月29日のFIFA理事会で破棄され、2018年以降の大会については「オープンビッド（自由立候補）」となった。
これについて、現FIFA会長ブラッターは「持ち回りシステムの採用は、これまで開催がなかったアフリカ、そして1978年以来30年以上もワールドカップを開催していない南米にもっていくための方便だった」と説明している。

### 大会マーク
2010年7月8日、大会の公式マーク「インスピレーション」が発表された。マークはブラジルの国旗の色である「緑と黄色」で「3つの手」を構成し、これをFIFAワールドカップトロフィーの形に見立て「歓迎の気持ち」を表現している。

### 開催日程発表
2011年7月27日に「2014年6月12日開幕、7月13日決勝」という開催日程がFIFAコンフェデレーションズカップ2013の開催日程と共に発表された。

### 改修
なお、ワールドカップ開催とその2年後の2016年の第31回夏季オリンピック開催に向けて、リオデジャネイロ市街にあるアントニオ・カルロス・ジョビン国際空港のターミナルの改修工事が行われているほか、駐車場の増床工事も行われる予定である。ところが開かれる12会場の内、5会場が開催1か月前になっても完成できずに会場が変わるおそれがあった。

## 予選
2011年3月3日のFIFA理事会で、大陸別出場枠が決定された。開催国枠以外は2010 FIFAワールドカップと同じである。また、大陸間プレーオフの対戦相手は抽選で決めることとされた。予選には203の国・地域が参加した。

## 出場国
初出場はボスニア・ヘルツェゴビナのみで、過去のワールドカップの優勝国であるウルグアイ、イタリア、ドイツ、ブラジル、イングランド、アルゼンチン、フランス、スペインの8ヶ国はすべて出場することとなった。
出場選手は2014 FIFAワールドカップ参加チームを参照。
| \| 大陸連盟 \| 出場 枠数 \| 予選 \| 組 予選順位 \| 出場国・地域 \| 出場決定日 \| 出場回数 \| 備考 \| FIFA Rank \| \| -------- \| --------- \| -------- \| ----------- \| ------------------------ \| ----------------- \| ------------------- \| ------------ \| --------- \| \| CONMEBOL \| 04.5+1 \| - \| 0開催国 \| ブラジル \| 2007年04月11日[4] \| 20大会連続20回目 \| \| 11★ \| \| CONMEBOL \| 04.5+1 \| 南米予選 \| 1位 \| アルゼンチン \| 2013年09月10日 \| 11大会連続16回目 \| \| 03★ \| \| CONMEBOL \| 04.5+1 \| 南米予選 \| 2位 \| コロンビア \| 2013年10月11日 \| 04大会ぶり05回目 \| \| 04★ \| \| CONMEBOL \| 04.5+1 \| 南米予選 \| 3位 \| チリ \| 2013年10月15日 \| 02大会連続09回目 \| \| 12 \| \| CONMEBOL \| 04.5+1 \| 南米予選 \| 4位 \| エクアドル \| 2013年10月15日 \| 02大会ぶり03回目 \| \| 22 \| \| CONMEBOL \| 04.5+1 \| 南米予選 \| 5位 \| ウルグアイ \| 2013年11月20日 \| 02大会連続12回目 \| ○ \| 06★ \| \| UEFA \| 13 \| 欧州予選 \| A組1位 \| ベルギー \| 2013年10月11日 \| 03大会ぶり12回目 \| \| 05★ \| \| UEFA \| 13 \| 欧州予選 \| A組2位 \| クロアチア \| 2013年11月19日 \| 02大会ぶり04回目 \| ☆ \| 18 \| \| UEFA \| 13 \| 欧州予選 \| B組1位 \| イタリア \| 2013年09月10日 \| 14大会連続18回目 \| \| 09 \| \| UEFA \| 13 \| 欧州予選 \| C組1位 \| ドイツ \| 2013年10月11日 \| 16大会連続18回目[5] \| 前大会3位 \| 02★ \| \| UEFA \| 13 \| 欧州予選 \| D組1位 \| オランダ \| 2013年09月10日 \| 03大会連続10回目 \| 前大会準優勝 \| 08 \| \| UEFA \| 13 \| 欧州予選 \| E組1位 \| スイス \| 2013年10月11日 \| 03大会連続10回目 \| \| 07★ \| \| UEFA \| 13 \| 欧州予選 \| F組1位 \| ロシア \| 2013年10月15日 \| 03大会ぶり10回目[6] \| \| 19 \| \| UEFA \| 13 \| 欧州予選 \| F組2位 \| ポルトガル \| 2013年11月19日 \| 04大会連続06回目 \| ☆ \| 14 \| \| UEFA \| 13 \| 欧州予選 \| G組1位 \| ボスニア・ヘルツェゴビナ \| 2013年10月15日 \| 初出場 \| \| 16 \| \| UEFA \| 13 \| 欧州予選 \| G組2位 \| ギリシャ \| 2013年11月19日 \| 02大会連続03回目 \| ☆ \| 15 \| \| UEFA \| 13 \| 欧州予選 \| H組1位 \| イングランド \| 2013年10月15日 \| 05大会連続14回目 \| \| 10 \| \| UEFA \| 13 \| 欧州予選 \| I組1位 \| スペイン \| 2013年10月15日 \| 10大会連続14回目 \| 前大会優勝 \| 01★ \| \| UEFA \| 13 \| 欧州予選 \| I組2位 \| フランス \| 2013年11月19日 \| 05大会連続14回目 \| ☆ \| 21 \| \| CONCACAF \| 03.5 \| 最終予選 \| 1位 \| アメリカ合衆国 \| 2013年09月10日 \| 07大会連続10回目 \| \| 13 \| \| CONCACAF \| 03.5 \| 最終予選 \| 2位 \| コスタリカ \| 2013年09月10日 \| 02大会ぶり04回目 \| \| 31 \| \| CONCACAF \| 03.5 \| 最終予選 \| 3位 \| ホンジュラス \| 2013年10月15日 \| 02大会連続03回目 \| \| 34 \| \| CONCACAF \| 03.5 \| 最終予選 \| 4位 \| メキシコ \| 2013年11月20日 \| 06大会連続15回目 \| ○ \| 24 \| \| CAF \| 05 \| 最終予選 \| - \| コートジボワール \| 2013年11月16日 \| 03大会連続03回目 \| \| 17 \| \| CAF \| 05 \| 最終予選 \| - \| ナイジェリア \| 2013年11月16日 \| 02大会連続05回目 \| \| 33 \| \| CAF \| 05 \| 最終予選 \| - \| カメルーン \| 2013年11月17日 \| 02大会連続07回目 \| \| 59 \| \| CAF \| 05 \| 最終予選 \| - \| ガーナ \| 2013年11月19日 \| 03大会連続03回目 \| \| 23 \| \| CAF \| 05 \| 最終予選 \| - \| アルジェリア \| 2013年11月19日 \| 02大会連続04回目 \| \| 32 \| \| AFC \| 04.5 \| 最終予選 \| A組1位 \| イラン \| 2013年06月18日 \| 02大会ぶり04回目 \| \| 49 \| \| AFC \| 04.5 \| 最終予選 \| A組2位 \| 韓国 \| 2013年06月18日 \| 08大会連続09回目 \| \| 56 \| \| AFC \| 04.5 \| 最終予選 \| B組1位 \| 日本 \| 2013年06月04日 \| 05大会連続05回目 \| \| 44 \| \| AFC \| 04.5 \| 最終予選 \| B組2位 \| オーストラリア \| 2013年06月18日 \| 03大会連続04回目 \| \| 57 \| \| OFC \| 00.5 \| 地区予選 \| - \| 出場国無し \| - \| - \| - \| - \| - 備考欄の「☆」は欧州予選プレーオフ、「○」は大陸間プレーオフに勝利の上、出場が決定した国。 - FIFA Rank欄は2013年10月時点でのFIFAランキング。★印は第1シードとなるホスト国およびFIFAランキング上位7国を表す。 |           |          |             |                          |                |                  |              |           |
| |           |          |             |                          |                |                  |              |           |
| 大陸連盟 | 出場 枠数 | 予選     | 組 予選順位 | 出場国・地域             | 出場決定日     | 出場回数         | 備考         | FIFA Rank |
| CONMEBOL | 04.5+1    | -        | 0開催国     | ブラジル                 | 2007年04月11日 | 20大会連続20回目 |              | 11★       |
| CONMEBOL | 04.5+1    | 南米予選 | 1位         | アルゼンチン             | 2013年09月10日 | 11大会連続16回目 |              | 03★       |
| CONMEBOL | 04.5+1    | 南米予選 | 2位         | コロンビア               | 2013年10月11日 | 04大会ぶり05回目 |              | 04★       |
| CONMEBOL | 04.5+1    | 南米予選 | 3位         | チリ                     | 2013年10月15日 | 02大会連続09回目 |              | 12        |
| CONMEBOL | 04.5+1    | 南米予選 | 4位         | エクアドル               | 2013年10月15日 | 02大会ぶり03回目 |              | 22        |
| CONMEBOL | 04.5+1    | 南米予選 | 5位         | ウルグアイ               | 2013年11月20日 | 02大会連続12回目 | ○            | 06★       |
| UEFA | 13        | 欧州予選 | A組1位      | ベルギー                 | 2013年10月11日 | 03大会ぶり12回目 |              | 05★       |
| UEFA | 13        | 欧州予選 | A組2位      | クロアチア               | 2013年11月19日 | 02大会ぶり04回目 | ☆            | 18        |
| UEFA | 13        | 欧州予選 | B組1位      | イタリア                 | 2013年09月10日 | 14大会連続18回目 |              | 09        |
| UEFA | 13        | 欧州予選 | C組1位      | ドイツ                   | 2013年10月11日 | 16大会連続18回目 | 前大会3位    | 02★       |
| UEFA | 13        | 欧州予選 | D組1位      | オランダ                 | 2013年09月10日 | 03大会連続10回目 | 前大会準優勝 | 08        |
| UEFA | 13        | 欧州予選 | E組1位      | スイス                   | 2013年10月11日 | 03大会連続10回目 |              | 07★       |
| UEFA | 13        | 欧州予選 | F組1位      | ロシア                   | 2013年10月15日 | 03大会ぶり10回目 |              | 19        |
| UEFA | 13        | 欧州予選 | F組2位      | ポルトガル               | 2013年11月19日 | 04大会連続06回目 | ☆            | 14        |
| UEFA | 13        | 欧州予選 | G組1位      | ボスニア・ヘルツェゴビナ | 2013年10月15日 | 初出場           |              | 16        |
| UEFA | 13        | 欧州予選 | G組2位      | ギリシャ                 | 2013年11月19日 | 02大会連続03回目 | ☆            | 15        |
| UEFA | 13        | 欧州予選 | H組1位      | イングランド             | 2013年10月15日 | 05大会連続14回目 |              | 10        |
| UEFA | 13        | 欧州予選 | I組1位      | スペイン                 | 2013年10月15日 | 10大会連続14回目 | 前大会優勝   | 01★       |
| UEFA | 13        | 欧州予選 | I組2位      | フランス                 | 2013年11月19日 | 05大会連続14回目 | ☆            | 21        |
| CONCACAF | 03.5      | 最終予選 | 1位         | アメリカ合衆国           | 2013年09月10日 | 07大会連続10回目 |              | 13        |
| CONCACAF | 03.5      | 最終予選 | 2位         | コスタリカ               | 2013年09月10日 | 02大会ぶり04回目 |              | 31        |
| CONCACAF | 03.5      | 最終予選 | 3位         | ホンジュラス             | 2013年10月15日 | 02大会連続03回目 |              | 34        |
| CONCACAF | 03.5      | 最終予選 | 4位         | メキシコ                 | 2013年11月20日 | 06大会連続15回目 | ○            | 24        |
| CAF | 05        | 最終予選 | -           | コートジボワール         | 2013年11月16日 | 03大会連続03回目 |              | 17        |
| CAF | 05        | 最終予選 | -           | ナイジェリア             | 2013年11月16日 | 02大会連続05回目 |              | 33        |
| CAF | 05        | 最終予選 | -           | カメルーン               | 2013年11月17日 | 02大会連続07回目 |              | 59        |
| CAF | 05        | 最終予選 | -           | ガーナ                   | 2013年11月19日 | 03大会連続03回目 |              | 23        |
| CAF | 05        | 最終予選 | -           | アルジェリア             | 2013年11月19日 | 02大会連続04回目 |              | 32        |
| AFC | 04.5      | 最終予選 | A組1位      | イラン                   | 2013年06月18日 | 02大会ぶり04回目 |              | 49        |
| AFC | 04.5      | 最終予選 | A組2位      | 韓国                     | 2013年06月18日 | 08大会連続09回目 |              | 56        |
| AFC | 04.5      | 最終予選 | B組1位      | 日本                     | 2013年06月04日 | 05大会連続05回目 |              | 44        |
| AFC | 04.5      | 最終予選 | B組2位      | オーストラリア           | 2013年06月18日 | 03大会連続04回目 |              | 57        |
| OFC | 00.5      | 地区予選 | -           | 出場国無し               | -              | -                | -            | -         |

## 本大会

### 開催都市
2009年5月31日、バハマの首都ナッソーで開かれたFIFA執行委員会により、開催候補となった17都市のうち、ベロオリゾンテ、ブラジリア、クイアバ、クリチバ、フォルタレザ、マナウス、ナタール、ポルト・アレグレ、レシフェ、リオデジャネイロ、サルヴァドール、サンパウロの12都市で行なうことが正式に発表された。
| リオデジャネイロ                      | ブラジリア | サンパウロ | フォルタレザ                              |
| ------------------------------------- | --- | --- | ----------------------------------------- |
| Maracanã マラカナン                   | Estádio Nacional ナシオナル | Arena de São Paulo アレーナ・デ・サンパウロ                                                                                          | Estádio Castelão カステロン               |
| 収容能力: 76,804 (増築)               | 収容能力: 70,064 (改築) | 収容能力: 65,807 (新築) | 収容能力: 64,846                          |
|                                       | | |                                           |
| ベロオリゾンテ                        | ベロオリゾンテブラジリアフォルタレザポルト・アレグレサンパウロリオデジャネイロサルヴァドールナタールクイアバクリチバマナウスレシフェ | ベロオリゾンテブラジリアフォルタレザポルト・アレグレサンパウロリオデジャネイロサルヴァドールナタールクイアバクリチバマナウスレシフェ | ポルト・アレグレ                          |
| Estádio Mineirão ミネイロン           | ベロオリゾンテブラジリアフォルタレザポルト・アレグレサンパウロリオデジャネイロサルヴァドールナタールクイアバクリチバマナウスレシフェ | ベロオリゾンテブラジリアフォルタレザポルト・アレグレサンパウロリオデジャネイロサルヴァドールナタールクイアバクリチバマナウスレシフェ | Estádio Beira-Rio ベイラ・リオ            |
| 収容能力: 62,160                      | ベロオリゾンテブラジリアフォルタレザポルト・アレグレサンパウロリオデジャネイロサルヴァドールナタールクイアバクリチバマナウスレシフェ | ベロオリゾンテブラジリアフォルタレザポルト・アレグレサンパウロリオデジャネイロサルヴァドールナタールクイアバクリチバマナウスレシフェ | 収容能力: 48,849 (upgraded)               |
|                                       | ベロオリゾンテブラジリアフォルタレザポルト・アレグレサンパウロリオデジャネイロサルヴァドールナタールクイアバクリチバマナウスレシフェ | ベロオリゾンテブラジリアフォルタレザポルト・アレグレサンパウロリオデジャネイロサルヴァドールナタールクイアバクリチバマナウスレシフェ |                                           |
| サルヴァドール                        | ベロオリゾンテブラジリアフォルタレザポルト・アレグレサンパウロリオデジャネイロサルヴァドールナタールクイアバクリチバマナウスレシフェ | ベロオリゾンテブラジリアフォルタレザポルト・アレグレサンパウロリオデジャネイロサルヴァドールナタールクイアバクリチバマナウスレシフェ | レシフェ                                  |
| Arena Fonte Nova フォンチ・ノヴァ     | ベロオリゾンテブラジリアフォルタレザポルト・アレグレサンパウロリオデジャネイロサルヴァドールナタールクイアバクリチバマナウスレシフェ | ベロオリゾンテブラジリアフォルタレザポルト・アレグレサンパウロリオデジャネイロサルヴァドールナタールクイアバクリチバマナウスレシフェ | Arena Pernambuco アレナ・ペルナンブーコ   |
| 収容能力: 48,747 (改築)               | ベロオリゾンテブラジリアフォルタレザポルト・アレグレサンパウロリオデジャネイロサルヴァドールナタールクイアバクリチバマナウスレシフェ | ベロオリゾンテブラジリアフォルタレザポルト・アレグレサンパウロリオデジャネイロサルヴァドールナタールクイアバクリチバマナウスレシフェ | 収容能力: 44,248 (新築)                   |
|                                       | ベロオリゾンテブラジリアフォルタレザポルト・アレグレサンパウロリオデジャネイロサルヴァドールナタールクイアバクリチバマナウスレシフェ | ベロオリゾンテブラジリアフォルタレザポルト・アレグレサンパウロリオデジャネイロサルヴァドールナタールクイアバクリチバマナウスレシフェ |                                           |
| クイアバ                              | マナウス | ナタール | クリチバ                                  |
| Arena Pantanal アレーナ・パンタナール | Arena Amazônia アレーナ・アマゾニア                                                                                                  | Estádio das Dunas ドゥーナス | Arena da Baixada アレナ・ダ・バイシャーダ |
| 収容能力: 42,968 (改築)               | 収容能力: 42,374 (改築) | 収容能力: 42,086 (改築) | 収容能力: 41,456 (増築)                   |
|                                       | | |                                           |

#### 気候
大会開催時期の6月から7月は国土の大部分が南半球であるブラジルは冬期であり、結果的に2大会続けての冬季開催となる。しかしながら、国土の93%は熱帯地域に属しているため、冬季ながらも全体的に温暖である。ただし、試合会場の最北端のマナウスは6月の平均気温が27℃の熱帯雨林気候で、レシフェ、ナタール、フォルタレザ、サルヴァドールなども熱帯気候となり高温多湿で暑さが厳しい。リオデジャネイロは、サバナ気候で6月の平均最高気温は25℃、平均最低気温は19℃、7月の平均最高気温は26℃、平均最低気温は18℃で、7月に入ると降水量が少なくなる。一方、サンパウロは、温暖湿潤気候で6月頃から8月頃までの冬季は10℃以下に下がり霜がおりることもある。6月の平均最高気温は21.7℃、平均最低気温は12.3℃、7月の平均最高気温は21.8℃、平均最低気温は11.7℃である。会場の最南端のポルト・アレグレは平均気温15.1度の温帯気候となり、特に南部の標高の高いクリチバでは6月の平均最低気温は7.8℃で稀に氷点下まで下がったり、雪が降ることさえある。このように、開催都市の気候差はかつてないほど大きく、真夏から真冬までと様々である。標高差も大きく、ブラジリア、サンパウロ、ベロオリゾンテ、クリチバの標高は約800 - 1,200m前後となるが他は200m以下の低地となる。

##### クーリングブレイク
上記の通り、こと熱帯地域においては高温多湿であるため、FIFAワールドカップ本大会において初めて、試合中の「クーリングブレイク」を導入することとなった。湿球黒球温度が摂氏32度を越えるという条件下において、前半、後半の各30分以降に主審の判断で3分以内の「クーリングブレイク」を与えることが可能となった。ブレイク時間中時計は止められず、そのままアディショナルタイムとして追加される。6月22日にマナウスで開催されたグループGアメリカ対ポルトガル戦前半39分にワールドカップ史上初めて適用され、決勝トーナメントでも、6月29日にフォルタレザで開催されたメキシコ対オランダ戦の前後半各30分に適用された。

#### 時差
ブラジルの時間帯は、協定世界時(UTC)よりブラジル東端2時間からブラジル西端5時間遅れ(UTC-2 - UTC-5)である。ブラジルのサマータイムは10月第2日曜から2月第3日曜までで、大会期間とは重ならない。州ごとに異なり、採用していない州もある。開催都市12都市のうち、ベロオリゾンテ、ブラジリア、クリチバ、フォルタレザ、ナタール、ポルト・アレグレ、レシフェ、リオデジャネイロ、サルヴァドール、サンパウロの10都市がUTC-3で、クイアバ、マナウスの2都市がUTC-4である。

#### 渡航先における注意喚起
現地では、前年のコンフェデレーションズカップ時から、ブラジル政府による不十分な医療や福祉政策に不満を訴える複数の国民が、政府に対して大会中止を謳うデモ活動を行っており、その一部が暴徒化して商店を襲撃する事件も発生。
政府による治安部隊も、催涙弾などで暴徒の制圧に当たったが、警察・空港職員は政府の給料遅配に対する抗議活動として、ストライキやボイコットを実施し、空港の到着ロビーでは到着客に対して「Welcome to Hell（地獄へようこそ）」と横断幕を掲げた。
そのほか、クイアバを含む5会場の地域において、黄熱病やデング熱罹患原因となる病原菌を媒介するネッタイシマカが生息しており、WHOが定める予防接種推奨地域に該当する。厚生労働省・外務省などの日本国政府の関連官庁が、ブラジル渡航観戦者らに向けて、未然に黄熱病ワクチン注射による予防接種の告知を通達（※下記外部リンクを参照）を出している。

### W杯初のゴール機械判定導入
2012年7月5日、スイス・チューリッヒの国際サッカー連盟（FIFA）本部で行われたサッカーのルールを決める機関である国際サッカー評議会（IFAB）特別会合で、満場一致で「ホークアイ（Hawk-Eye）システム」と「ゴールレフ（GoalRef）」の両方のゴール機械判定技術（ゴールライン・テクノロジー、略称GLT）採用を決定した。FIFA主催の大会では、日本開催のFIFAクラブワールドカップ2012で初めて採用され、2012年12月6日、横浜国際総合競技場で行われたこの大会の開幕戦サンフレッチェ広島対オークランド・シティ戦で、史上初めて公式戦でGLTの1つゴールレフが使用された。FIFA主催の大会では、FIFAコンフェデレーションズカップ2013、FIFAクラブワールドカップ2013、そして今大会である2014 FIFAワールドカップで、GLTとしては4番目に認可された独企業の「ゴールコントロール4D (GoalControl-4D)」を採用する。今大会では全12会場でゴールコントロール4Dを採用するが、その設置費用は、スタジアム1カ所当たり推定26万米ドル（約2548万円）で、運用費用は1試合当たり4,000アメリカ合衆国ドル以下である。

### 公式球
アディダスによる公式試合球の名称はブラジルのファンによって一般公募され、2012年9月にFIFAによって「ブラズーカ（Brazuca）」に決定した。ブラズーカは「ブラジル人の誇り」を意味する。

### 大会マスコット
2012年9月12日、大会の公式マスコットが「Tatu-Bola」に決まったとブラジルメディアが伝えた。Tatu-Bolaとはブラジル固有種ミツオビアルマジロのことで、危機を感じるとボール状に丸くなる性質を持ち、また絶滅危惧種でもある。なお、正式名称は「Amijubi」「Fuleco」「Zuzeco」の3種類からネット投票で決定されることになり、2012年11月25日に全体の約48%の票を集めた「Fuleco」(フレコ)に決まった。フレコはポルトガル語でサッカーを意味する「futebol」と、エコロジーを意味する「ecologia」を組み合わせた造語。マスコットはミツオビアルマジロをイメージしたキャラクターで、ブラジル国旗と同じ黄、緑、青が配色されている。

### 賞金および補償金（負傷の保険金）
本大会の優勝賞金を3500万ドルにすると、2013年12月5日にFIFAが発表した。前回の南アフリカ大会から500万ドル増額された。また、準優勝のチームには2500万ドル、3位には2200万ドル、4位には2000万ドル、ベスト8（=準々決勝進出）には、1400万ドル、ベスト16（=決勝トーナメント進出）には、900万ドルとなり、グループリーグ敗退国（17位 - 32位）も、800万ドルを受け取る。さらに、全出場チームには経費として150万ドルずつが支払われる。賞金総額は、5億7600万ドルとなり、前回大会の同総額4億2000万ドルから37%増となった。
また、同日FIFAは欧州クラブ協会(ECA)との合意に基づき、2014 FIFAワールドカップ本大会に出場する全選手の各所属クラブに、総額約7000万ドルの補償金（負傷の保険金）を各国サッカー協会を通じて、支払うと発表した。

### 組み合わせ抽選会
大会組織委員会は2013年3月19日、2014 FIFAワールドカップ本大会の1次リーグ全組の対戦組み合わせ抽選会は、2013年12月6日午後1時（ブラジル時間。日本時間では12月7日午前1時）に、サルヴァドールにて執り行われることを発表した。2013年10月4日、バルクFIFA事務局長が、開催国ブラジルと2013年10月のFIFAランク(同年10月17日発表)の上位7か国の計8か国が、第1シードとして第1ポットに入ると発表した。この基準により、開催国のブラジル以外に、同月付ランキングの上から順に、スペイン、ドイツ、アルゼンチン、コロンビア、ベルギー、ウルグアイ、スイスの7カ国がシードされることが決定した。正式な抽選方法は、2013年12月3日に開催されたブラジルW杯組織委員会で承認された後、FIFA公式HP上で発表された。
抽選方法は以下の通りである。
- 「ポット1」：開催国ブラジルと2013年10月時点のFIFAランキング（対象となる試合数に公平を期すため、抽選会直前の11月時点のFIFAランキングではなく各予選プレーオフが終了する前の10月時点のFIFAランキングを用いた）上位7カ国（スペイン、ドイツ、アルゼンチン、コロンビア、ベルギー、ウルグアイ、スイス）の計8か国
- 「ポット2」：アフリカ5か国、シード国を除く南米2か国の計7か国
- 「ポット3」：アジア4か国、北中米カリブ海4か国の計8か国
- 「ポット4」：シード国以外の残りの欧州9か国
  - ポット4は9か国のため、ポットの数を同数にするため事前に抽選を行い1か国がポット2に組み込まれる。この結果、イタリアがポット2に組み込まれた。

| ポット1                                                                     | ポット2                                                                                    | ポット3                                                                         | ポット4                                                                                                 |
| --------------------------------------------------------------------------- | ------------------------------------------------------------------------------------------ | ------------------------------------------------------------------------------- | --- |
| ブラジル アルゼンチン ウルグアイ コロンビア スイス スペイン ドイツ ベルギー | アルジェリア ガーナ カメルーン コートジボワール ナイジェリア エクアドル チリ （ イタリア） | イラン オーストラリア 韓国 日本 アメリカ合衆国 コスタリカ ホンジュラス メキシコ | イタリア* イングランド オランダ ギリシャ クロアチア フランス ボスニア・ヘルツェゴビナ ポルトガル ロシア |

* イタリアは事前抽選によりポット2に組み込まれた
詳細な手順は以下の通りである。
1. 地理的分離の原則 - 欧州は同じ組に最大2か国までとし、欧州を除く地域は同じ組に同じ地域の国は入らない。
2. 原則として、ポット1の国をA - H組に全て割り振ったら、次にポット2の国をA - H組に全て割り振る。ポット2が終わったら、ポット3、ポット4の順に同様に進める。ただし、詳細な手順は、地理的分離の原則を守るように行う。
3. 開催国ブラジルは開幕戦を行うため、A組1番に事前に割り当てられる。残りのポット1の国は抽選で割り当てられた組の1番とする。ポット2からポット4の国の組番はランダムとし、ポットから国名が書いてあるくじ(ボールに入っている)が取り出されるたびに、同時に組番ポットでその国の組番を決める(組番によって試合順が決定する)。
4. まず、ポット1の国を抽選でA - H組に全て割り振る(開催国ブラジルはA組固定)。その後、南米4か国国名のくじを補助ポットXに入れて抽選し、事前抽選でポット2に移った欧州の1か国と対戦するポット1の南米の国を決める(地理的分離の原則通りにするため)。
5. ポット2の残りの7か国を抽選で、A - H組に割り振る。なお、地理的分離の原則に従って、その組に既に同じ地域の国が入っていた場合は、スキップされ、別の組に入る。
6. ポット3、ポット4も同様に、ポットごとに抽選して、ポット内の国をA - H組に割り振る(地理的分離の原則に従って行う)。

ドロワーは歴代優勝国の元代表選手の中から選ばれ、カフー、ファビオ・カンナヴァーロ、アルシデス・ギジャ、フェルナンド・イエロ、ジェフ・ハースト、マリオ・ケンペス、ローター・マテウス、ジネディーヌ・ジダンの8名が務めた。このうちイエロを除く7名は、実際に優勝した代表チームの一員である。中でもギジャは、64年前のブラジル大会で決勝ゴールをブラジルからあげ、母国ウルグアイを優勝に導いた選手である。
抽選会は、FIFA公式HPで生中継された。日本ではNHKが総合テレビおよびBS1で生中継した。
| グループ   | 1番          | 2番                      | 3番              | 4番            |
| ---------- | ------------ | ------------------------ | ---------------- | -------------- |
| グループ A | ブラジル     | クロアチア               | メキシコ         | カメルーン     |
| グループ B | スペイン     | オランダ                 | チリ             | オーストラリア |
| グループ C | コロンビア   | ギリシャ                 | コートジボワール | 日本           |
| グループ D | ウルグアイ   | コスタリカ               | イングランド     | イタリア       |
| グループ E | スイス       | エクアドル               | フランス         | ホンジュラス   |
| グループ F | アルゼンチン | ボスニア・ヘルツェゴビナ | イラン           | ナイジェリア   |
| グループ G | ドイツ       | ポルトガル               | ガーナ           | アメリカ合衆国 |
| グループ H | ベルギー     | アルジェリア             | ロシア           | 韓国           |

### 選手登録
2014年5月13日が予備登録（上限30人）の締め切りで、この日までに出場国はFIFAに予備登録メンバー名簿を提出する。予備登録された選手は5月19日から25日まで疲労回復のため、クラブでの試合出場を禁止される（ただし、5月24日のUEFAチャンピオンズリーグ 2013-14決勝を除く）。
この休養期間（レストデー）の設定は、過密日程の疲労から日韓大会で波乱が続出したことからドイツ大会から採用された。5月26日の前までに身体検査などの必要書類をFIFAに提出する。本大会開幕10日前の6月2日が本登録（上限23人）締め切り。本登録23名は予備登録選手30名の中から選ばれ、23名中3名はGKを登録しなければならない。ただし、6月2日の本登録23名締め切り後に、怪我人が出た場合に限り、W杯初戦の24時間前までにFIFAに診断書を提出して許可されれば予備登録選手30名からだけでなく、予備登録以外の選手も選出可能。
その理由は、予備登録にも30名という上限がある以上、各ポジションに必要な選手を全て予備登録出来ないため、本登録締め切り後に怪我人が出た場合、対応できないケースが出てくるからである。例えば、本登録締め切り後、GKが怪我したが、予備登録メンバーにはGK3人しか登録していなかったため、本大会にGK2人しか出場できないケースなど。そうしたことを防ぐため、本登録後に怪我人が出た場合に限り、予備登録選手以外からの選出も可能にしてある。

### 主審
2014年1月14日、FIFAは本大会に出場する25組の審判団とサポートを請け負う8組の審判団を発表した。
| AFC ラフシャン・イルマトフ（ウズベキスタン） 西村雄一（日本） ナワフ・シュクララ（バーレーン） ベンジャミン・ウィリアムス（オーストラリア） CAF ヌマンディエ・ドゥエ（コートジボワール） バカリ・ガッサマ（ガンビア） ジャメル・ハイムディ（アルジェリア） CONCACAF ジョエル・アギラール（エルサルバドル） マーク・ガイガー（アメリカ合衆国） マルコ・ロドリゲス（メキシコ） CONMEBOL エンリケ・オッセス（チリ） ネストル・ピターナ（アルゼンチン） ウィルマール・ロルダン（コロンビア） サンドロ・リッシ（ブラジル） カルロス・ベラ（エクアドル） | OFC ピーター・オレアリー（ニュージーランド） UEFA フェリックス・ブリッヒ（ドイツ） ジュネイト・チャクル（トルコ） ヨナス・エリクソン（スウェーデン） ビョルン・カイペルス（オランダ） ミロラド・マジッチ（セルビア) ペドロ・プロエンサ（ポルトガル） ニコラ・リッツォーリ（イタリア） カルロス・ベラスコ・カルバージョ（スペイン） ハワード・ウェブ（イングランド） |

## 結果
- 全試合、日時は現地時間（クイアバとマナウスはUTC-4、その他はUTC-3）。また、全て2014年に実施されるため、西暦は省略。

### グループステージ
各グループ上位2チームが、決勝トーナメントに進出する。順位は、以下の順に従い決定される。
1. 全試合での勝ち点
2. 全試合での得失点差
3. 全試合での得点
4. 当該チーム同士の対戦における勝ち点
5. 当該チーム同士の対戦における得失点差
6. 当該チーム同士の対戦における得点
7. 抽選

開幕戦から引き分けのない状態が12試合続き、13試合目のイラン対ナイジェリアが初の引き分けとなったが、これは全18試合で引き分けが発生しなかった第1回ウルグアイ大会に次ぐ記録である。グループステージ終了時点での通算ゴール数は136で、1試合平均2.83となり、1試合平均2.96ゴールだった1970年メキシコ大会に次ぎ、近年としてはゴールの多い大会となっている。ブラジルでの開催ということもあり、アメリカ大陸（CONMEBOLおよびCONCACAF）代表が好成績を挙げ、出場10カ国中過去最多の8カ国（CONMEBOL5、CONCACAF3、いずれも過去最多）が決勝トーナメントに進出、またアフリカ大陸（CAF）代表も史上初めて2カ国が同時に決勝トーナメント進出した一方、アジア（AFC）代表は出場4カ国の合計でも勝点3のみしか挙げられず、前々回大会、1998年フランス大会に続く全4代表国グループステージ敗退、かつAFC代表が2カ国しか参加していなかった1990年イタリア大会以来24年ぶりに全AFC参加国が各所属グループ4位かつ未勝利で大会から姿を消すこととなった。また欧州連盟（UEFA）代表13カ国も、決勝トーナメントが16カ国参加方式になって以来、前回大会と並び過去最少記録タイとなる決勝トーナメント進出6カ国のみという結果となった。
各参加国が2試合を終えた時点で、オランダ、チリ、コロンビア、コスタリカ、アルゼンチン、ベルギーの各国が決勝トーナメント進出を決め、特にコスタリカについては、グループリーグの他3カ国が全て優勝経験ありという「死の組」で力が劣ると見られていた中、最初にグループステージ通過を決めたことが驚きをもって受け止められた。一方、前回王者のスペインが連敗で早々にグループリーグ敗退、さらにイングランドも連敗し、1958年スウェーデン大会以来56年ぶりとなるグループステージ敗退となった。その他、カメルーン、オーストラリア、ボスニア・ヘルツェゴビナの各国も同じく連敗で2試合終了時点でグループリーグ敗退が決まった。日本は2試合終了時点でわずかに決勝トーナメント進出の可能性を残していたが、第3戦でコロンビアに大敗しグループステージ敗退となった。
前々回大会優勝のイタリアは、初戦でイングランドに2-1で勝利しながらその後2試合無得点で敗れ、3試合でわずか2ゴールという1966年イングランド大会に並ぶ自国のワールドカップ1大会最少得点を記録、2大会連続でグループステージ敗退となった。ギリシャ、アルジェリアは初の決勝トーナメント進出となった。決勝トーナメント進出16カ国中FIFAランキング最低の国は44位のナイジェリアであった。
出場国が32カ国になって以降、唯一グループステージを1位で終えたチームが全て準々決勝に進出した。

#### グループ A
| 順 位 | チーム     | 勝 点 | 試 合 | 勝 利 | 引 分 | 敗 戦 | 得 点 | 失 点 | 点 差 |
| ----- | ---------- | ----- | ----- | ----- | ----- | ----- | ----- | ----- | ----- |
| 1     | ブラジル   | 7     | 3     | 2     | 1     | 0     | 7     | 2     | +5    |
| 2     | メキシコ   | 7     | 3     | 2     | 1     | 0     | 4     | 1     | +3    |
| 3     | クロアチア | 3     | 3     | 1     | 0     | 2     | 6     | 6     | 0     |
| 4     | カメルーン | 0     | 3     | 0     | 0     | 3     | 1     | 9     | −8    |

| 6月12日(17:00) |       |            |                                        |
| ブラジル       | 3 - 1 | クロアチア | アレーナ・デ・サンパウロ（サンパウロ） |
| 6月13日(13:00) |       |            |                                        |
| メキシコ       | 1 - 0 | カメルーン | アレーナ・ダス・ドゥーナス（ナタール） |
| 6月17日(16:00) |       |            |                                        |
| ブラジル       | 0 - 0 | メキシコ   | カステロン（フォルタレザ）             |
| 6月18日(18:00) |       |            |                                        |
| カメルーン     | 0 - 4 | クロアチア | アレーナ・アマゾニア（マナウス）       |
| 6月23日(17:00) |       |            |                                        |
| カメルーン     | 1 - 4 | ブラジル   | ナシオナル（ブラジリア）               |
| 6月23日(17:00) |       |            |                                        |
| クロアチア     | 1 - 3 | メキシコ   | アレナ・ペルナンブーコ（レシフェ）     |

#### グループ B
| 順 位 | チーム         | 勝 点 | 試 合 | 勝 利 | 引 分 | 敗 戦 | 得 点 | 失 点 | 点 差 |
| ----- | -------------- | ----- | ----- | ----- | ----- | ----- | ----- | ----- | ----- |
| 1     | オランダ       | 9     | 3     | 3     | 0     | 0     | 10    | 3     | +7    |
| 2     | チリ           | 6     | 3     | 2     | 0     | 1     | 5     | 3     | +2    |
| 3     | スペイン       | 3     | 3     | 1     | 0     | 2     | 4     | 7     | −3    |
| 4     | オーストラリア | 0     | 3     | 0     | 0     | 3     | 3     | 9     | −6    |

| 6月13日(16:00) |       |                |                                              |
| スペイン       | 1 - 5 | オランダ       | アレーナ・フォンチ・ノヴァ（サルヴァドール） |
| 6月13日(18:00) |       |                |                                              |
| チリ           | 3 - 1 | オーストラリア | アレーナ・パンタナール（クイアバ）           |
| 6月18日(16:00) |       |                |                                              |
| スペイン       | 0 - 2 | チリ           | マラカナン（リオデジャネイロ）               |
| 6月18日(13:00) |       |                |                                              |
| オーストラリア | 2 - 3 | オランダ       | エスタジオ・ベイラ＝リオ（ポルト・アレグレ） |
| 6月23日(13:00) |       |                |                                              |
| オーストラリア | 0 - 3 | スペイン       | アレナ・ダ・バイシャーダ（クリチバ）         |
| 6月23日(13:00) |       |                |                                              |
| オランダ       | 2 - 0 | チリ           | アレーナ・デ・サンパウロ（サンパウロ）       |

#### グループ C
| 順 位 | チーム           | 勝 点 | 試 合 | 勝 利 | 引 分 | 敗 戦 | 得 点 | 失 点 | 点 差 |
| ----- | ---------------- | ----- | ----- | ----- | ----- | ----- | ----- | ----- | ----- |
| 1     | コロンビア       | 9     | 3     | 3     | 0     | 0     | 9     | 2     | +7    |
| 2     | ギリシャ         | 4     | 3     | 1     | 1     | 1     | 2     | 4     | −2    |
| 3     | コートジボワール | 3     | 3     | 1     | 0     | 2     | 4     | 5     | −1    |
| 4     | 日本             | 1     | 3     | 0     | 1     | 2     | 2     | 6     | −4    |

| 6月14日(13:00)   |       |                  |                                        |
| コロンビア       | 3 - 0 | ギリシャ         | ミネイロン（ベロオリゾンテ）           |
| 6月14日(22:00)   |       |                  |                                        |
| コートジボワール | 2 - 1 | 日本             | アレナ・ペルナンブーコ（レシフェ）     |
| 6月19日(13:00)   |       |                  |                                        |
| コロンビア       | 2 - 1 | コートジボワール | ナシオナル（ブラジリア）               |
| 6月19日(19:00)   |       |                  |                                        |
| 日本             | 0 - 0 | ギリシャ         | アレーナ・ダス・ドゥーナス（ナタール） |
| 6月24日(17:00)   |       |                  |                                        |
| 日本             | 1 - 4 | コロンビア       | アレーナ・パンタナール（クイアバ）     |
| 6月24日(17:00)   |       |                  |                                        |
| ギリシャ         | 2 - 1 | コートジボワール | カステロン（フォルタレザ）             |

#### グループ D
| 順 位 | チーム       | 勝 点 | 試 合 | 勝 利 | 引 分 | 敗 戦 | 得 点 | 失 点 | 点 差 |
| ----- | ------------ | ----- | ----- | ----- | ----- | ----- | ----- | ----- | ----- |
| 1     | コスタリカ   | 7     | 3     | 2     | 1     | 0     | 4     | 1     | +3    |
| 2     | ウルグアイ   | 6     | 3     | 2     | 0     | 1     | 4     | 4     | 0     |
| 3     | イタリア     | 3     | 3     | 1     | 0     | 2     | 2     | 3     | −1    |
| 4     | イングランド | 1     | 3     | 0     | 1     | 2     | 2     | 4     | −2    |

| 6月14日(16:00) |       |              |                                        |
| ウルグアイ     | 1 - 3 | コスタリカ   | カステロン（フォルタレザ）             |
| 6月14日(18:00) |       |              |                                        |
| イングランド   | 1 - 2 | イタリア     | アレーナ・アマゾニア（マナウス）       |
| 6月19日(16:00) |       |              |                                        |
| ウルグアイ     | 2 - 1 | イングランド | アレーナ・デ・サンパウロ（サンパウロ） |
| 6月20日(13:00) |       |              |                                        |
| イタリア       | 0 - 1 | コスタリカ   | アレナ・ペルナンブーコ（レシフェ）     |
| 6月24日(13:00) |       |              |                                        |
| イタリア       | 0 - 1 | ウルグアイ   | アレーナ・ダス・ドゥーナス（ナタール） |
| 6月24日(13:00) |       |              |                                        |
| コスタリカ     | 0 - 0 | イングランド | ミネイロン（ベロオリゾンテ）           |

#### グループ E
| 順 位 | チーム       | 勝 点 | 試 合 | 勝 利 | 引 分 | 敗 戦 | 得 点 | 失 点 | 点 差 |
| ----- | ------------ | ----- | ----- | ----- | ----- | ----- | ----- | ----- | ----- |
| 1     | フランス     | 7     | 3     | 2     | 1     | 0     | 8     | 2     | +6    |
| 2     | スイス       | 6     | 3     | 2     | 0     | 1     | 7     | 6     | +1    |
| 3     | エクアドル   | 4     | 3     | 1     | 1     | 1     | 3     | 3     | 0     |
| 4     | ホンジュラス | 0     | 3     | 0     | 0     | 3     | 1     | 8     | −7    |

| 6月15日(13:00) |       |              |                                              |
| スイス         | 2 - 1 | エクアドル   | ナシオナル（ブラジリア）                     |
| 6月15日(16:00) |       |              |                                              |
| フランス       | 3 - 0 | ホンジュラス | エスタジオ・ベイラ＝リオ（ポルト・アレグレ） |
| 6月20日(16:00) |       |              |                                              |
| スイス         | 2 - 5 | フランス     | アレーナ・フォンチ・ノヴァ（サルヴァドール） |
| 6月20日(19:00) |       |              |                                              |
| ホンジュラス   | 1 - 2 | エクアドル   | アレナ・ダ・バイシャーダ（クリチバ）         |
| 6月25日(17:00) |       |              |                                              |
| ホンジュラス   | 0 - 3 | スイス       | アレーナ・アマゾニア（マナウス）             |
| 6月25日(17:00) |       |              |                                              |
| エクアドル     | 0 - 0 | フランス     | マラカナン（リオデジャネイロ）               |

#### グループ F
| 順 位 | チーム                   | 勝 点 | 試 合 | 勝 利 | 引 分 | 敗 戦 | 得 点 | 失 点 | 点 差 |
| ----- | ------------------------ | ----- | ----- | ----- | ----- | ----- | ----- | ----- | ----- |
| 1     | アルゼンチン             | 9     | 3     | 3     | 0     | 0     | 6     | 3     | +3    |
| 2     | ナイジェリア             | 4     | 3     | 1     | 1     | 1     | 3     | 3     | 0     |
| 3     | ボスニア・ヘルツェゴビナ | 3     | 3     | 1     | 0     | 2     | 4     | 4     | 0     |
| 4     | イラン                   | 1     | 3     | 0     | 1     | 2     | 1     | 4     | −3    |

| 6月15日(19:00)           |       |                          |                                              |
| アルゼンチン             | 2 - 1 | ボスニア・ヘルツェゴビナ | マラカナン（リオデジャネイロ）               |
| 6月16日(16:00)           |       |                          |                                              |
| イラン                   | 0 - 0 | ナイジェリア             | アレナ・ダ・バイシャーダ（クリチバ）         |
| 6月21日(13:00)           |       |                          |                                              |
| アルゼンチン             | 1 - 0 | イラン                   | ミネイロン（ベロオリゾンテ）                 |
| 6月21日(18:00)           |       |                          |                                              |
| ナイジェリア             | 1 - 0 | ボスニア・ヘルツェゴビナ | アレーナ・パンタナール（クイアバ）           |
| 6月25日(13:00)           |       |                          |                                              |
| ナイジェリア             | 2 - 3 | アルゼンチン             | エスタジオ・ベイラ＝リオ（ポルト・アレグレ） |
| 6月25日(13:00)           |       |                          |                                              |
| ボスニア・ヘルツェゴビナ | 3 - 1 | イラン                   | アレーナ・フォンチ・ノヴァ（サルヴァドール） |

#### グループ G
| 順 位 | チーム         | 勝 点 | 試 合 | 勝 利 | 引 分 | 敗 戦 | 得 点 | 失 点 | 点 差 |
| ----- | -------------- | ----- | ----- | ----- | ----- | ----- | ----- | ----- | ----- |
| 1     | ドイツ         | 7     | 3     | 2     | 1     | 0     | 7     | 2     | +5    |
| 2     | アメリカ合衆国 | 4     | 3     | 1     | 1     | 1     | 4     | 4     | 0     |
| 3     | ポルトガル     | 4     | 3     | 1     | 1     | 1     | 4     | 7     | −3    |
| 4     | ガーナ         | 1     | 3     | 0     | 1     | 2     | 4     | 6     | −2    |

| 6月16日(13:00) |       |                |                                              |
| ドイツ         | 4 - 0 | ポルトガル     | アレーナ・フォンチ・ノヴァ（サルヴァドール） |
| 6月16日(19:00) |       |                |                                              |
| ガーナ         | 1 - 2 | アメリカ合衆国 | アレーナ・ダス・ドゥーナス（ナタール）       |
| 6月21日(16:00) |       |                |                                              |
| ドイツ         | 2 - 2 | ガーナ         | カステロン（フォルタレザ）                   |
| 6月22日(18:00) |       |                |                                              |
| アメリカ合衆国 | 2 - 2 | ポルトガル     | アレーナ・アマゾニア（マナウス）             |
| 6月26日(13:00) |       |                |                                              |
| アメリカ合衆国 | 0 - 1 | ドイツ         | アレナ・ペルナンブーコ（レシフェ）           |
| 6月26日(13:00) |       |                |                                              |
| ポルトガル     | 2 - 1 | ガーナ         | ナシオナル（ブラジリア）                     |

#### グループ H
| 順 位 | チーム       | 勝 点 | 試 合 | 勝 利 | 引 分 | 敗 戦 | 得 点 | 失 点 | 点 差 |
| ----- | ------------ | ----- | ----- | ----- | ----- | ----- | ----- | ----- | ----- |
| 1     | ベルギー     | 9     | 3     | 3     | 0     | 0     | 4     | 1     | +3    |
| 2     | アルジェリア | 4     | 3     | 1     | 1     | 1     | 6     | 5     | +1    |
| 3     | ロシア       | 2     | 3     | 0     | 2     | 1     | 2     | 3     | −1    |
| 4     | 韓国         | 1     | 3     | 0     | 1     | 2     | 3     | 6     | −3    |

| 6月17日(13:00) |       |              |                                              |
| ベルギー       | 2 - 1 | アルジェリア | ミネイロン（ベロオリゾンテ）                 |
| 6月17日(18:00) |       |              |                                              |
| ロシア         | 1 - 1 | 韓国         | アレーナ・パンタナール（クイアバ）           |
| 6月22日(13:00) |       |              |                                              |
| ベルギー       | 1 - 0 | ロシア       | マラカナン（リオデジャネイロ）               |
| 6月22日(16:00) |       |              |                                              |
| 韓国           | 2 - 4 | アルジェリア | エスタジオ・ベイラ＝リオ（ポルト・アレグレ） |
| 6月26日(17:00) |       |              |                                              |
| 韓国           | 0 - 1 | ベルギー     | アレーナ・デ・サンパウロ（サンパウロ）       |
| 6月26日(17:00) |       |              |                                              |
| アルジェリア   | 1 - 1 | ロシア       | アレナ・ダ・バイシャーダ（クリチバ）         |

### 決勝トーナメント
|  | ラウンド16                 | ラウンド16                |                            |       | 準々決勝  | 準々決勝  |                      |                      | 準決勝 | 準決勝 |  |  | 決勝 | 決勝 |
|  |                            |                           |                            |       |           |           |                      |                      |        |        |  |  |      |      |
|  | 6月28日 - ベロオリゾンテ   |                           |                            |       |           |           |                      |                      |        |        |  |  |      |      |
|  |                            |                           |                            |       |           |           |                      |                      |        |        |  |  |      |      |
|  | ブラジル (p)               | 1 (3)                     |                            |       |           |           |                      |                      |        |        |  |  |      |      |
|  | ブラジル (p)               | 1 (3)                     | 7月4日 - フォルタレザ      |       |           |           |                      |                      |        |        |  |  |      |      |
|  | チリ                       | 1 (2)                     |                            |       |           |           |                      |                      |        |        |  |  |      |      |
|  | チリ                       | 1 (2)                     | ブラジル                   | 2     |           |           |                      |                      |        |        |  |  |      |      |
|  | 6月28日 - リオデジャネイロ |                           | ブラジル                   | 2     |           |           |                      |                      |        |        |  |  |      |      |
|  |                            | コロンビア                | 1                          |       |           |           |                      |                      |        |        |  |  |      |      |
|  | コロンビア                 | コロンビア                | 1                          | 2     |           |           |                      |                      |        |        |  |  |      |      |
|  | コロンビア                 |                           | 7月8日 - ベロオリゾンテ    | 2     |           |           |                      |                      |        |        |  |  |      |      |
|  | ウルグアイ                 | 0                         |                            |       |           |           |                      |                      |        |        |  |  |      |      |
|  | ウルグアイ                 | 0                         | ブラジル                   | 1     |           |           |                      |                      |        |        |  |  |      |      |
|  | 6月30日 - ブラジリア       |                           | ブラジル                   | 1     |           |           |                      |                      |        |        |  |  |      |      |
|  |                            | ドイツ                    | 7                          |       |           |           |                      |                      |        |        |  |  |      |      |
|  | フランス                   | ドイツ                    | 7                          | 2     |           |           |                      |                      |        |        |  |  |      |      |
|  | フランス                   | 7月4日 - リオデジャネイロ |                            | 2     |           |           |                      |                      |        |        |  |  |      |      |
|  | ナイジェリア               | 0                         |                            |       |           |           |                      |                      |        |        |  |  |      |      |
|  | ナイジェリア               | 0                         | フランス                   | 0     |           |           |                      |                      |        |        |  |  |      |      |
|  | 6月30日 - ポルト・アレグレ |                           | フランス                   | 0     |           |           |                      |                      |        |        |  |  |      |      |
|  |                            | ドイツ                    | 1                          |       |           |           |                      |                      |        |        |  |  |      |      |
|  | ドイツ (延長)              | ドイツ                    | 1                          | 2     |           |           |                      |                      |        |        |  |  |      |      |
|  | ドイツ (延長)              |                           | 7月13日 - リオデジャネイロ | 2     |           |           |                      |                      |        |        |  |  |      |      |
|  | アルジェリア               | 1                         |                            |       |           |           |                      |                      |        |        |  |  |      |      |
|  | アルジェリア               | 1                         | ドイツ (延長)              | 1     |           |           |                      |                      |        |        |  |  |      |      |
|  | 6月29日 - フォルタレザ     |                           | ドイツ (延長)              | 1     |           |           |                      |                      |        |        |  |  |      |      |
|  |                            | アルゼンチン              | 0                          |       |           |           |                      |                      |        |        |  |  |      |      |
|  | オランダ                   | アルゼンチン              | 0                          | 2     |           |           |                      |                      |        |        |  |  |      |      |
|  | オランダ                   | 7月5日 - サルバドール     |                            | 2     |           |           |                      |                      |        |        |  |  |      |      |
|  | メキシコ                   | 1                         |                            |       |           |           |                      |                      |        |        |  |  |      |      |
|  | メキシコ                   | 1                         | オランダ (p)               | 0 (4) |           |           |                      |                      |        |        |  |  |      |      |
|  | 6月29日 - レシフェ         |                           | オランダ (p)               | 0 (4) |           |           |                      |                      |        |        |  |  |      |      |
|  |                            | コスタリカ                | 0 (3)                      |       |           |           |                      |                      |        |        |  |  |      |      |
|  | コスタリカ (p)             | コスタリカ                | 0 (3)                      | 1 (5) |           |           |                      |                      |        |        |  |  |      |      |
|  | コスタリカ (p)             |                           | 7月9日 - サンパウロ        | 1 (5) |           |           |                      |                      |        |        |  |  |      |      |
|  | ギリシャ                   | 1 (3)                     |                            |       |           |           |                      |                      |        |        |  |  |      |      |
|  | ギリシャ                   | 1 (3)                     | オランダ (p)               | 0 (2) |           |           |                      |                      |        |        |  |  |      |      |
|  | 7月1日 - サンパウロ        |                           | オランダ (p)               | 0 (2) |           |           |                      |                      |        |        |  |  |      |      |
|  |                            | アルゼンチン              | 0 (4)                      |       | 3位決定戦 | 3位決定戦 |                      |                      |        |        |  |  |      |      |
|  | アルゼンチン (延長)        | アルゼンチン              | 0 (4)                      | 1     | 3位決定戦 | 3位決定戦 |                      |                      |        |        |  |  |      |      |
|  | アルゼンチン (延長)        | 7月5日 - ブラジリア       | 7月5日 - ブラジリア        | 1     |           |           | 7月12日 - ブラジリア | 7月12日 - ブラジリア |        |        |  |  |      |      |
|  | スイス                     | 7月5日 - ブラジリア       | 7月5日 - ブラジリア        | 0     |           |           | 7月12日 - ブラジリア | 7月12日 - ブラジリア |        |        |  |  |      |      |
|  | スイス                     | アルゼンチン              | 1                          | 0     | ブラジル  | 0         |                      |                      |        |        |  |  |      |      |
|  | 7月1日 - サルバドール      | アルゼンチン              | 1                          |       | ブラジル  | 0         |                      |                      |        |        |  |  |      |      |
|  |                            | ベルギー                  | 0                          |       | オランダ  | 3         |                      |                      |        |        |  |  |      |      |
|  | ベルギー (延長)            | ベルギー                  | 0                          | 2     | オランダ  | 3         |                      |                      |        |        |  |  |      |      |
|  | ベルギー (延長)            |                           |                            | 2     |           |           |                      |                      |        |        |  |  |      |      |
|  | アメリカ合衆国             | 1                         |                            |       |           |           |                      |                      |        |        |  |  |      |      |
|  | アメリカ合衆国             | 1                         |                            |       |           |           |                      |                      |        |        |  |  |      |      |

#### Round of 16
参加国が32か国となった1998年大会以来5大会目にして初めて、各グループ1位のチームが全て準々決勝に勝ち上がった。また8試合中2試合において、延長戦でも決着がつかずPK戦に持ち込まれたが、2試合がPK戦による決着となったのも初である。コロンビアとコスタリカが初のベスト8入り、ベルギーは28年ぶりの準々決勝進出を果たした。
| 6月28日(13:00) |            |                |                                              |
| ブラジル       | 1 - 1      | チリ           | ミネイロン（ベロオリゾンテ）                 |
|                | (PK 3 - 2) |                |                                              |
| 6月28日(17:00) |            |                |                                              |
| コロンビア     | 2 - 0      | ウルグアイ     | マラカナン（リオデジャネイロ）               |
| 6月29日(13:00) |            |                |                                              |
| オランダ       | 2 - 1      | メキシコ       | カステロン（フォルタレザ）                   |
| 6月29日(17:00) |            |                |                                              |
| コスタリカ     | 1 - 1      | ギリシャ       | アレナ・ペルナンブーコ（レシフェ）           |
|                | (PK 5 - 3) |                |                                              |
| 6月30日(13:00) |            |                |                                              |
| フランス       | 2 - 0      | ナイジェリア   | ナシオナル（ブラジリア）                     |
| 6月30日(17:00) |            |                |                                              |
| ドイツ         | 2 - 1      | アルジェリア   | エスタジオ・ベイラ＝リオ（ポルト・アレグレ） |
|                | (延長)     |                |                                              |
| 7月1日(13:00)  |            |                |                                              |
| アルゼンチン   | 1 - 0      | スイス         | アレーナ・デ・サンパウロ（サンパウロ）       |
|                | (延長)     |                |                                              |
| 7月1日(17:00)  |            |                |                                              |
| ベルギー       | 2 - 1      | アメリカ合衆国 | アレーナ・フォンチ・ノヴァ（サルヴァドール） |
|                | (延長)     |                |                                              |

#### 準々決勝
史上初のグループステージ1位のみによる準々決勝となった。ドイツがワールドカップ史上最長となる4大会連続の準決勝進出を果たし、オランダもコスタリカとのPK戦を制し2大会連続の準決勝、アルゼンチンも24年ぶりの準決勝進出を決めた。開催国のブラジルも12年ぶりの準決勝進出を果たしたものの、後半43分にFWネイマールがコロンビアのDFファン・スニガの激しいチャージを背後から受け負傷、そのまま担架で運ばれフォルタレザ市内の病院に搬送、脊椎骨折で全治数週間と診断され、残る準決勝以降の試合に出場することが出来なくなった。
| 7月4日(17:00) |            |            |                                              |
| ブラジル      | 2 - 1      | コロンビア | カステロン（フォルタレザ）                   |
| 7月4日(13:00) |            |            |                                              |
| フランス      | 0 - 1      | ドイツ     | マラカナン（リオデジャネイロ）               |
| 7月5日(17:00) |            |            |                                              |
| オランダ      | 0 - 0      | コスタリカ | アレーナ・フォンチ・ノヴァ（サルヴァドール） |
|               | (PK 4 - 3) |            |                                              |
| 7月5日(13:00) |            |            |                                              |
| アルゼンチン  | 1 - 0      | ベルギー   | ナシオナル（ブラジリア）                     |

#### 準決勝
ワールドカップでは2002年大会決勝以来の対戦となったドイツ対ブラジルの試合は、ネイマールに加え累積警告でキャプテンのチアゴ・シウヴァを欠くブラジルに対し、ドイツが前半30分までに5得点を奪い最終的に7-1で大勝し、2002年大会以来12年ぶりの決勝進出を果たした。
サッカーブラジル代表にとってこの記録は史上1試合最多失点差記録タイであり、ワールドカップ史上最多失点記録である。また、ワールドカップ決勝トーナメントにおける史上最多失点記録ともなった。
ブラジルのメディアは、この試合を「マラカナンの悲劇」になぞらえて「ミネイロンの惨劇」とも表現した。また、この試合中に一部ブラジル人サポーターが暴行騒動を起こしたり、ブラジル人サポーターがブラジルがボールを保持すると、ブーイングを浴びせ、逆にドイツがボールを保持していると、歓声が挙がるなど会場は異常な雰囲気での試合となった。この試合後にファンの一部が言い争いや喧嘩、放火事件などを引き起こしている。
オランダ対アルゼンチンの試合は、延長までもつれ込みながら両者ゴールを挙げられず0-0のままPK戦となり、アルゼンチンのGKセルヒオ・ロメロがオランダの1人目ロン・フラール、3人目ヴェスレイ・スナイデルのシュートを止めた。
一方、準々決勝でPK戦直前にGKをティム・クルルに代えて勝ち上がることに成功したオランダは延長後半にロビン・ファン・ペルシを交替させざるを得なくなり、3人の交替枠を使い果たしていたため同様の作戦を使えず、そのままPK戦に出た先発GKのヤスパー・シレッセンがアルゼンチンのシュートを止められず4-2でアルゼンチンがPK戦に勝利し、アルゼンチンとしては1990年大会以来24年ぶり5度目の決勝進出を果たした。
ロメロはオランダ代表監督のルイ・ファン・ハールがAZアルクマールの監督時代に彼の才能を見抜きヨーロッパに連れてきたという経緯もあるため、いわば教え子に決勝進出を阻まれた形となった。
| 7月8日(17:00) |            |              |                                        |
| ブラジル      | 1 - 7      | ドイツ       | ミネイロン（ベロオリゾンテ）           |
| 7月9日(17:00) |            |              |                                        |
| オランダ      | 0 - 0      | アルゼンチン | アレーナ・デ・サンパウロ（サンパウロ） |
|               | (PK 2 - 4) |              |                                        |

#### 3位決定戦
| 7月12日(17:00) |       |          |                          |
| ブラジル       | 0 - 3 | オランダ | ナシオナル（ブラジリア） |

#### 決勝
同様の組み合わせは直近2大会の決勝トーナメントで発生しており、結果はドイツが記録上引き分けとなるPK勝ちも含めて2連勝していた。また、両チームが決勝で対戦するのは1986年メキシコ大会、1990年イタリア大会と2大会連続で対戦して以来3度目であり、アルゼンチンはこのうち86年のメキシコ大会以来7大会28年に渡って優勝を逃している。対するドイツも90年の優勝以後、6大会連続でベスト8以上の成績を残しているにも関わらず、これまで優勝には手が届かなかったため、両者とも勝てば前回(前々回)の直接対決以来の優勝となる状態であった。なお、W杯における同カードの対戦7回、うち決勝トーナメントでの対戦5回、また決勝での対戦3回は何れもW杯最多記録である。
仮にアルゼンチンが勝利すれば、86年以来28年ぶり・4戦ぶりとなるW杯における対ドイツ戦勝利であるとともに28年ぶりの優勝であったが、試合はスコアレスのまま延長戦にまでもつれ込み、延長後半にマリオ・ゲッツェが決勝ゴールをあげ、ドイツが24年ぶり4回目の優勝を飾るとともに、南米開催の大会で、欧州勢が初優勝したのである。
| 7月13日 16:00 |       |              |                                |
| ドイツ        | 1 - 0 | アルゼンチン | マラカナン（リオデジャネイロ） |

## 優勝国
| 2014 FIFAワールドカップ優勝国 |
| ----------------------------- |
| · ドイツ · 6大会ぶり4回目     |

伝統の堅守とボールを長く保持しながら細かくパスをつなぎ、縦に速い攻撃的なサッカーで大会を制したドイツ代表の優勝は、UEFAチャンピオンズリーグにおける各国の成績が反映される形となった。特に、アルゼンチン代表と対した決勝戦の延長戦、ピッチに立った11人のうち7人をUEFAチャンピオンズリーグで優勝を含む3年連続4強入りを果たしたバイエルン・ミュンヘンの所属選手で占められ、国内に強豪クラブを持つ代表チームの強さが色濃く出た大会となった。

## 得点ランキング
| 順位 | 選手                   | ゴール |
| ---- | ---------------------- | ------ |
| 1    | ハメス・ロドリゲス     | 6      |
| 2    | トーマス・ミュラー     | 5      |
| 3    | リオネル・メッシ       | 4      |
| 3    | ネイマール             | 4      |
| 3    | ロビン・ファン・ペルシ | 4      |
| 6    | エネル・バレンシア     | 3      |
| 6    | カリム・ベンゼマ       | 3      |
| 6    | アリエン・ロッベン     | 3      |
| 6    | ジェルダン・シャチリ   | 3      |
| 6    | アンドレ・シュールレ   | 3      |

## 表彰
- FIFAフェアプレー賞： コロンビア

### 個人賞
| 賞                             | 選手名             | 国籍         | 備考   |
| ------------------------------ | ------------------ | ------------ | ------ |
| ゴールデンボール（大会MVP）    | リオネル・メッシ   | アルゼンチン | 準優勝 |
| シルバーボール                 | トーマス・ミュラー | ドイツ       | 優勝   |
| ブロンズボール                 | アリエン・ロッベン | オランダ     | 3位    |
| ゴールデンブーツ（得点王）     | ハメス・ロドリゲス | コロンビア   | 6得点  |
| シルバーブーツ                 | トーマス・ミュラー | ドイツ       | 5得点  |
| ブロンズブーツ                 | ネイマール         | ブラジル     | 4得点  |
| ゴールデングローブ（最優秀GK） | マヌエル・ノイアー | ドイツ       | 4失点  |
| 最優秀若手選手賞               | ポール・ポグバ     | フランス     | 21歳   |

### ドリームチーム
出典
| ポジション | 選手名                 | 国籍         |
| ---------- | ---------------------- | ------------ |
| GK         | マヌエル・ノイアー     | ドイツ       |
| DF         | マルセロ               | ブラジル     |
| DF         | マッツ・フンメルス     | ドイツ       |
| DF         | チアゴ・シウバ         | ブラジル     |
| DF         | ダヴィド・ルイス       | ブラジル     |
| MF         | トニ・クロース         | ドイツ       |
| MF         | アンヘル・ディ・マリア | アルゼンチン |
| MF         | ハメス・ロドリゲス     | コロンビア   |
| FW         | ネイマール             | ブラジル     |
| FW         | リオネル・メッシ       | アルゼンチン |
| FW         | トーマス・ミュラー     | ドイツ       |

## 総合順位
順位は、成績、勝点、得失点差、得点の順で基準を適用し決定した。PK戦となった試合については、その勝敗に関わらず引き分けとして勝点を付与した。

| 順 位 | 国・地域名               | 成績               | 試 合 | 勝 利 | 引 分 | 敗 戦 | PK 勝 | PK 敗 | 勝 点 | 得 点 | 失 点 | 点 差 |
| ----- | ------------------------ | ------------------ | ----- | ----- | ----- | ----- | ----- | ----- | ----- | ----- | ----- | ----- |
| 1     | ドイツ                   | 優勝               | 7     | 6     | 1     | 0     | 0     | 0     | 19    | 18    | 4     | +14   |
| 2     | アルゼンチン             | 準優勝             | 7     | 5     | 0     | 1     | 1     | 0     | 16    | 8     | 4     | +4    |
| 3     | オランダ                 | 3位                | 7     | 5     | 0     | 0     | 1     | 1     | 17    | 15    | 4     | +11   |
| 4     | ブラジル                 | 4位                | 7     | 3     | 1     | 2     | 1     | 0     | 11    | 11    | 14    | -3    |
| 5     | コロンビア               | ベスト8            | 5     | 4     | 0     | 1     | 0     | 0     | 12    | 12    | 4     | +8    |
| 6     | ベルギー                 | ベスト8            | 5     | 4     | 0     | 1     | 0     | 0     | 12    | 6     | 3     | +3    |
| 7     | フランス                 | ベスト8            | 5     | 3     | 1     | 1     | 0     | 0     | 10    | 10    | 3     | +7    |
| 8     | コスタリカ               | ベスト8            | 5     | 2     | 1     | 0     | 1     | 1     | 9     | 5     | 2     | +3    |
| 9     | チリ                     | ベスト16           | 4     | 2     | 0     | 1     | 0     | 1     | 7     | 6     | 4     | +2    |
| 10    | メキシコ                 | ベスト16           | 4     | 2     | 1     | 1     | 0     | 0     | 7     | 5     | 3     | +2    |
| 11    | スイス                   | ベスト16           | 4     | 2     | 0     | 2     | 0     | 0     | 6     | 7     | 7     | 0     |
| 12    | ウルグアイ               | ベスト16           | 4     | 2     | 0     | 2     | 0     | 0     | 6     | 4     | 6     | -2    |
| 13    | ギリシャ                 | ベスト16           | 4     | 1     | 1     | 1     | 0     | 1     | 5     | 3     | 5     | -2    |
| 14    | アルジェリア             | ベスト16           | 4     | 1     | 1     | 2     | 0     | 0     | 4     | 7     | 7     | 0     |
| 15    | アメリカ合衆国           | ベスト16           | 4     | 1     | 1     | 2     | 0     | 0     | 4     | 5     | 6     | -1    |
| 16    | ナイジェリア             | ベスト16           | 4     | 1     | 1     | 2     | 0     | 0     | 4     | 3     | 5     | -2    |
| 17    | エクアドル               | グループリーグ敗退 | 3     | 1     | 1     | 1     | 0     | 0     | 4     | 3     | 3     | 0     |
| 18    | ポルトガル               | グループリーグ敗退 | 3     | 1     | 1     | 1     | 0     | 0     | 4     | 4     | 7     | -3    |
| 19    | クロアチア               | グループリーグ敗退 | 3     | 1     | 0     | 2     | 0     | 0     | 3     | 6     | 6     | 0     |
| 20    | ボスニア・ヘルツェゴビナ | グループリーグ敗退 | 3     | 1     | 0     | 2     | 0     | 0     | 3     | 4     | 4     | 0     |
| 21    | コートジボワール         | グループリーグ敗退 | 3     | 1     | 0     | 2     | 0     | 0     | 3     | 4     | 5     | -1    |
| 22    | イタリア                 | グループリーグ敗退 | 3     | 1     | 0     | 2     | 0     | 0     | 3     | 2     | 3     | -1    |
| 23    | スペイン                 | グループリーグ敗退 | 3     | 1     | 0     | 2     | 0     | 0     | 3     | 4     | 7     | -3    |
| 24    | ロシア                   | グループリーグ敗退 | 3     | 0     | 2     | 1     | 0     | 0     | 2     | 2     | 3     | -1    |
| 25    | ガーナ                   | グループリーグ敗退 | 3     | 0     | 1     | 2     | 0     | 0     | 1     | 4     | 6     | -2    |
| 26    | イングランド             | グループリーグ敗退 | 3     | 0     | 1     | 2     | 0     | 0     | 1     | 2     | 4     | -2    |
| 27    | 韓国                     | グループリーグ敗退 | 3     | 0     | 1     | 2     | 0     | 0     | 1     | 3     | 6     | -3    |
| 28    | イラン                   | グループリーグ敗退 | 3     | 0     | 1     | 2     | 0     | 0     | 1     | 1     | 4     | -3    |
| 29    | 日本                     | グループリーグ敗退 | 3     | 0     | 1     | 2     | 0     | 0     | 1     | 2     | 6     | -4    |
| 30    | オーストラリア           | グループリーグ敗退 | 3     | 0     | 0     | 3     | 0     | 0     | 0     | 3     | 9     | -6    |
| 31    | ホンジュラス             | グループリーグ敗退 | 3     | 0     | 0     | 3     | 0     | 0     | 0     | 1     | 8     | -7    |
| 32    | カメルーン               | グループリーグ敗退 | 3     | 0     | 0     | 3     | 0     | 0     | 0     | 1     | 9     | -8    |

## 放送

### 放送権
ブラジル大会の放送権料の総額は2,000億円であった。

### 放送設備
放送設備を管理・コンサルティングする組織として、2002年・2006年大会も担当したホスト・ブロードキャスティング・サービス（HBS）が選ばれ、その正式パートナーとしてソニーが7社のサブコントラクターと一緒に参加、ブラジルの各12競技施設にHDプロダクションが配置され、各競技フィールドには34台のカメラを設置、288台のHDカメラをはじめ、HBSが必要とする放送機材を揃え、全64試合のうち3試合については、TV Globo傘下のGlobosat（グロボサット）と英プリプロダクションのTelegenic（テレジェニック）と提携し、4K放送を、また9試合では日本放送協会との共同制作でスーパーハイビジョンでのパブリックビューイングを日本国内とブラジル国内で実施した。

### 日本国内
- 日本国内ではNHKと民放による団体『ジャパンコンソーシアム（JC）』が中継を行う。開幕戦はフジテレビジョン、決勝は日本放送協会が中継した。
- 2010年大会まで全試合生中継を行っていたスカパーJSATホールディングスは、放映権料の高騰などを理由に今大会は見送ることになった。そのためJCは全64試合をNHK・民放各32試合を生中継することで合意した。そのうちグループリーグの日本戦は、日本テレビ放送網（ギリシャ戦）とテレビ朝日（コロンビア戦）で放送される。また、時差の関係で深夜 - 午前中の生中継になる。
- NHK地上波は原則として総合テレビジョンで放送するが、7時台に「NHKニュースおはよう日本」を必ず放送する都合から、試合時間によってはEテレ（教育テレビジョン）とのリレー中継を行うものがある。特に大会後半の決勝トーナメントで日本時間5時にキックオフされる試合が多く、5・6時台は総合テレビで放送して、試合が延長された場合、7時台はEテレにリレーした試合があった。また準決勝「ブラジル対ドイツ」（2014年7月9日）は当初はこのパターンで放送するとしていたが、平成26年台風第8号の被害の影響が大きいため、当初休止する予定になっていた「おはよう日本」の4-6時台が急きょ通常通り放送されることになった結果、試合開始当初からEテレでの放送となった[51]。
  - なおNHK BS1では、地上波（総合・Eテレ）での中継予定を行わない32試合を含む全64試合を、日本標準時の翌日夕方 - 夜間にかけて録画・ニアライブ中継を中心として放送する予定である[52]。
- この他、民放キー局系で平日早朝〜朝・夕方（ただし、テレビ東京系は夕方6時台がアニメ枠のため調整できず、午後3:35〜3:45）・深夜（主にニュース・スポーツの最終版に当たる時間）にそれぞれ5分ないし10分の速報番組を編成したり、週末も深夜に各局で5分ないし10分の速報番組を編成する対応を行なっている。NHK総合テレビジョンも試合開催日はデイリーハイライトを編成している。また民放でもデイリーハイライトを編成して、生放送で見られない人を補うように試合のダイジェスト放送を行なっている。
- なおNHK総合テレビジョンで、決勝終了後の朝9時5分〜10時55分（中断ニュース・天気予報あり）で予定されていた『決勝戦デイリーハイライト』が、2014年度通常国会の閉会中審議による臨時中継と大相撲名古屋場所2日目の編成で、延びに伸びて翌日7月15日未明の午前2時50分〜早朝3時35分に変更されたため、NHKとしての総集編（NHK総合7月14日19:30-20:43（JST））終了後の放送というアクシデントがあった。

## その他
観客席をユニホームと同じ色に染めるために使った青いごみ袋でごみ拾いをしたことをたたえ、日本サポーター代表として駐リオデジャネイロ日本総領事館などを表彰した。
解説の仕事のため、ブラジルを訪れていた岡田武史によれば、盛り上がっていたのは競技場周辺だけで、ブラジルにはワールドカップに関するイベントもなければ看板すら無く、ブラジル代表戦以外は盛り上がりに欠けていたという。